# Paratriarius gloriosa
Paratriarius gloriosa es una especie de insecto coleóptero de la familia Chrysomelidae.
Fue descrita científicamente en 1877 por Harold.